# 亭岗站
亭岗站是广州地铁8号线的车站，位于中国广东省广州市白云区白云湖大道湖滨南路口的地底。本站在2020年11月26日随8號線北延段开通而启用。
白云湖车辆段位于本站以西约400米远处。

## 車站結構

### 車站樓層
本站共有两層，地面為车站各出入口，周边为白云湖大道、湖滨南路及附近建築，地下一層為站廳，地下二層為8號綫月台。
与8号线北延段各站一样，本站使用了玻璃幕板装修车站。车站配色为柠檬黄。
| 地下一层 | 站厅                       | 售票機、客服中心、商店、警务室、安检设施 |  |  |
| 地下二层 | 1 站台                     | █8号线 滘心方向（下站：滘心）            |  |  |
|          | 岛式站台（卫生间、母婴室） |                                          |  |  |
|          | 2 站台                     | █8号线 万胜围方向（下站：石井）          |  |  |

### 站厅

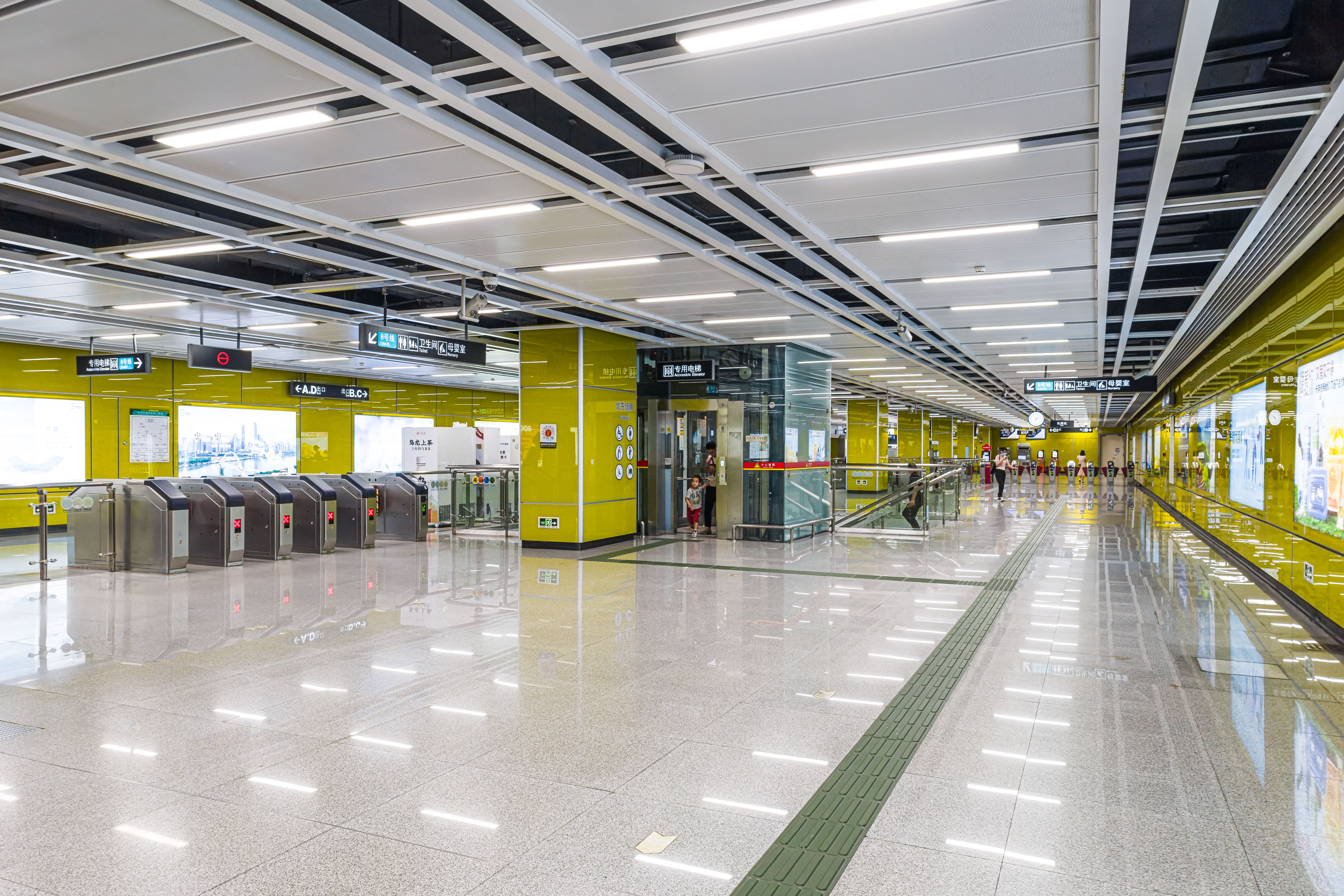
站厅

亭岗站站厅設有售票機、自动售卡/充值机、客務中心。亦设有7-11便利店及自动售卖机等设施。
为方便行人进出，亭岗站站厅东侧被划分为收费区，收费区内的多组扶手电梯、楼梯和一台专用电梯可供乘客前往月台层。

### 月台
本站設有一個島式月台，位於白云湖大道的地底。
此外，本站的卫生间和母婴室设于站台往万胜围方向的尽头。

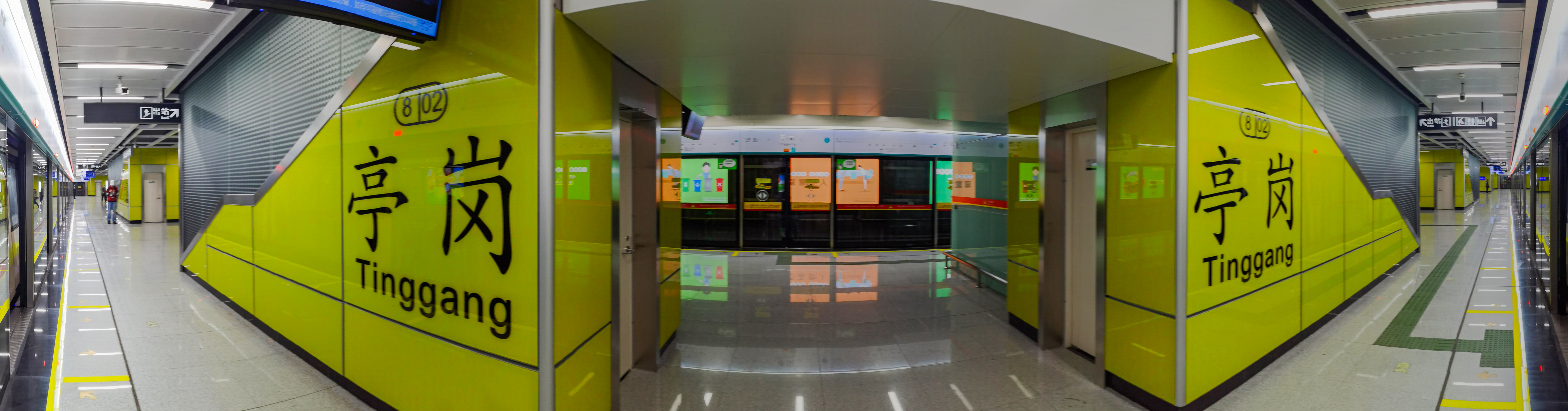
2号站台全景图

### 出入口
亭岗站目前设有4个出入口供乘客进出。
|                                           |                                                       |      |          |                                                        |
| 編號                                      | 设施                                                  | 照片 | 出口指示 | 建議前往的目的地                                       |
| A                                         | 盲道标志 · 升降机标志 · 无障碍通道标志 · 扶手电梯标志 |      | 石沙路   |                                                        |
| B                                         | 扶手电梯标志                                          |      | 石沙路   | 地铁亭岗站公交车站（北行）                             |
| C                                         | 盲道标志 · 扶手电梯标志                               |      | 石沙路   | 地铁亭岗站公交车站（南行）、亭石北路口公交车站（北行） |
| D                                         | 扶手电梯标志                                          |      | 石沙路   | 亭石北路、亭石北路口公交车站（南行）                   |
| 註： 設有 \| 設有 \| 設有 \| 設有扶手電梯 |                                                       |      |          |                                                        |

## 接驳交通
亭岗站附近设有地铁亭岗站公交车站。
| 编号   | 编号  | 线路                   | 线路                  | 线路                  | 收费                  | 备注                                     |
| ------ | ----- | ---------------------- | --------------------- | --------------------- | --------------------- | ---------------------------------------- |
|        | 212   | 已于2024年7月14日停办  | 已于2024年7月14日停办 | 已于2024年7月14日停办 | 已于2024年7月14日停办 | 已于2024年7月14日停办                    |
|        | 476   | 凰岗                   | ↺                     | 亭石南路口            | 2元                   | 受施工影响，线路临时分为两条环线独立运营 |
| 滘心村 | 476   | ↺                      | 石门街                |                       | 2元                   | 受施工影响，线路临时分为两条环线独立运营 |
|        | 705   | 广州白云站东广场       | ⇆                     | 广州北站（秀全大道）  | 3–4元                 |                                          |
|        | 742   | 石井鸦岗               | ⇆                     | 地铁飞翔公园站        | 2元                   |                                          |
|        | 834   | 石井（庆丰纺织服装城） | ⇆                     | 唐阁南                | 2元                   |                                          |
|        | 839   | 广州白云站             | ⇆                     | 芳和花园              | 2元                   |                                          |
|        | 841   | 广州火车东站           | ⇆                     | 石井（滘心村）        | 3元                   |                                          |
|        | 夜117 | 地铁滘心站             | ↺                     | 地铁滘心站            | 3元                   |                                          |

| 编号 | 编号 | 线路     | 线路 | 线路            | 收费 | 备注 |
| ---- | ---- | -------- | ---- | --------------- | ---- | ---- |
|      | 831  | 白云花园 | ⇆    | 石井（市114中） | 2元  |      |

## 历史
本站最早出現在1997年的《廣州市城市快速軌道交通線網規劃研究（最終報告）》中，是當時4號線的其中一站，位於現時站位東北。而在後來的規劃中，1997年規劃的4號線輾轉成為8號線的一部分，最終本站遷移到現時位置，並被確定為8號線北延段的一站進行建設。2016年12月2日，廣州市民政局公示8號線北延段初定名，本站名稱沒有變化。
车站于2016年1月30日主体结构封顶，成为8号线北延段首座封顶车站。2020年3月成功送电，同年9月30日完成三权移交。
2020年11月26日，本站随8号线北延段开通运营而启用。
2022年年末疫情期间，本站曾受防控措施影响，于2022年11月21日至27日暂停服务。